# Ovidy Karuru
Ovidy Karuru est un footballeur international zimbabwéen né le 23 janvier 1989 à Masvingo. Il joue au poste de milieu offensif aux Black Leopards.

## Biographie
Ovidy Karuru a débuté dans le plus grand centre de formation du Zimbabwe, le Masvingo United, qui évolue en seconde division, il y disputera cinquante rencontres en deux saisons, avec quinze buts à la clé. Il passe la saison 2008-2009, dans le club de sa ville natale, le Shooting Star Harare, en première division, pour huit buts en dix-neuf matchs. Bon buteur, vu son poste de milieu de terrain, il commence à attirer les convoitises.
Parallèlement, il devient international, et se fait remarquer lors d'un match de l'équipe nationale, lors des qualifications pour la Coupe du monde 2010. Il débarque donc à l'US Boulogne en juin 2009, pour signer un contrat de trois ans.
Il dispute son premier match comme titulaire, contre le Paris Saint Germain, lors d'un match en retard comptant pour la 14e journée de Ligue 1. Son équipe s'inclinera lourdement (2-5).
Le 31 août 2012, il signe en faveur de l'OH Louvain pour deux saisons plus une en option.

## Statistiques
| Saison                | Club                  | Championnat           | Championnat | Championnat | Coupe nationale | Coupe nationale | Coupe de la Ligue | Coupe de la Ligue | Total | Total |
| Saison                | Club                  | Division              | M.          | B.          | M.              | B.              | M.                | B.                | M.    | B.    |
| jan 2009-2010         | US Boulogne           | Ligue 1               | 14          | 1           | 4               | 0               | -                 | -                 | 18    | 1     |
| 2010-2011             | US Boulogne           | Ligue 2               | 25          | 3           | 4               | 0               | 4                 | 0                 | 33    | 3     |
| 2011-2012             | US Boulogne           | Ligue 2               | 30          | 6           | 2               | 0               | -                 | -                 | 32    | 6     |
| août 2012             | US Boulogne           | National              | 4           | 0           | -               | -               | 1                 | 0                 | 5     | 0     |
| 2012-2013             | OH Louvain            | Ligue Jupiler         | -           | -           | -               | -               | -                 | -                 | 0     | 0     |
| Total sur la carrière | Total sur la carrière | Total sur la carrière | 73          | 10          | 10              | 0               | 5                 | 0                 | 88    | 10    |

## Palmarès
- Champion d'Afrique du Sud : 2015